# 윤희상 (1961년)
윤희상 (尹熙相, Yoon Hee Sang, 1961년 12월 20일 ~ )은 대한민국 시인이다. 1961년 전남 나주시 영산포에서 태어났다. 서울예술대학교 문예창작과를 졸업했다.  
아버지는 1920년 한국(韓國) 나주(羅州)에서 태어난 윤수현(尹洙鉉)이고, 어머니는 1927년 일본(日本) 나고야(名古屋)에서 태어난 니시가키 히로코(西垣博子)이다. 줄곧 편집자로, 편집회사 대표로 오래 일했다. 

## 이력
1961년 전남 나주시 영산포에서 태어나 광주에서 청소년 시절을 보냈다. 서울예술대학교 문예창작과를 졸업했으며, 1989년 계간지 《세계의 문학》에  <무거운 새의 발자국> 외 2편의 시를 발표하면서 작품 활동을 시작했다. 시집으로 《고인돌과 함께 놀았다》,《소를 웃긴 꽃》,《이미, 서로 알고 있었던 것처럼》이 있다. 
- 나주영강초등학교 입학
- 광주계림초등학교 졸업
- 광주 조선대학교부속중학교 졸업
- 광주동신고등학교 졸업
- 서울예술대학교 문예창작과 졸업

2019년 시행, 중학교 교과서 국어                                                                                                                                                                                                                                                                                                                                                                                                                                                               
소를 웃긴 꽃                                                                                                                                                                                                                        
윤희상                                                                                                                                                                                                                                                            

나주 들판에서
정말 소가 웃더라니까 
꽃이 소를 웃긴 것이지 
풀을 뜯는 
소의 발밑에서 
마침 꽃이 핀 거야
소는 간지러웠던 것이지 
그것만이 아니라 
피는 꽃이 소를 살짝 들어 올린 거야 
그래서, 
소가 꽃 위에 잠깐 뜬 셈이지 
하마터면,
소가 중심을 잃고 
쓰러질 뻔한 것이지  

-윤희상 시집 <소를 웃긴 꽃>. 문학동네 발행. 2000년

## 시집
- 《고인돌과 함께 놀았다》 문학동네, 2000. ISBN 9788982812897
- 《소를 웃긴 꽃》 문학동네, 2007. ISBN 9788954603034
- 《이미, 서로 알고 있었던 것처럼》 문학동네, 2014. ISBN 9788954625074(895462507X)
- 《머물고 싶다 아니, 사라지고 싶다》 도서출판 강, 2021, ISBN 9788982182891